# フィリップ・ジュジアーノ

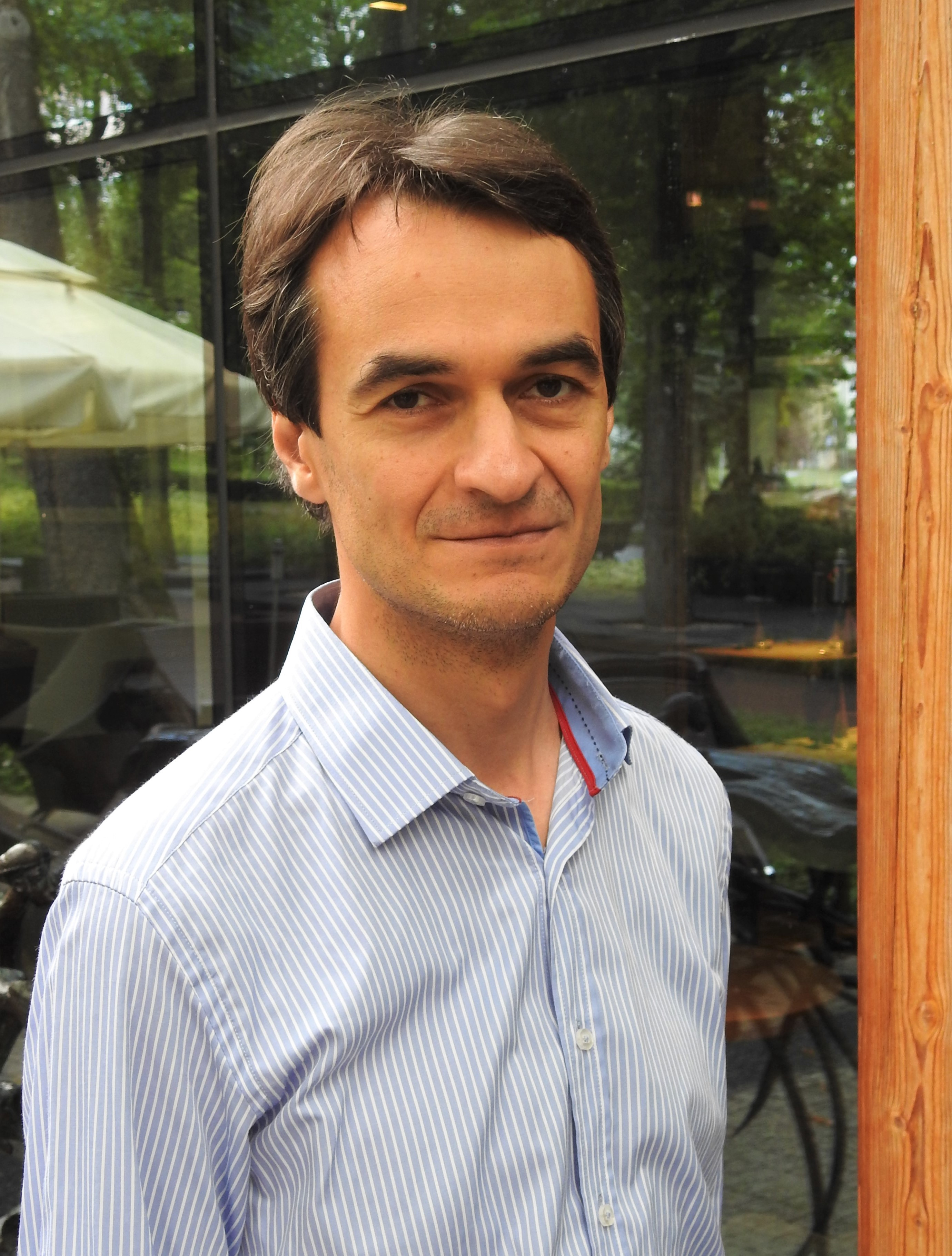
フィリップ・ジュジアーノ

フィリップ・ジョジアーノ（Philippe Giusiano　1973年1月8日 - ）は、フランス生まれのピアニスト。

## 略歴
フランスのマルセイユで生まれる。弱冠13歳でリストコンクールにおいて最年少で入賞を果たし、16歳で国立パリ高等学院のジャック・ルビエのクラスを卒業（最優秀）。
その後、モーツアルテウム音楽院、アムステルダム音楽院などで研鑽を積み、17歳で第12回ショパン国際ピアノコンクールに初入賞。
５年後の第13回ショパン国際ピアノコンクール（ワルシャワ）において最高位（一位なしの二位）に入賞。
日本、ポーランドから定期的にマスタークラスのレッスンに招聘され、その指導力も高い評価を得ており、日本では平成音楽大学で客員教授を務める。